# Viale (viabilità)

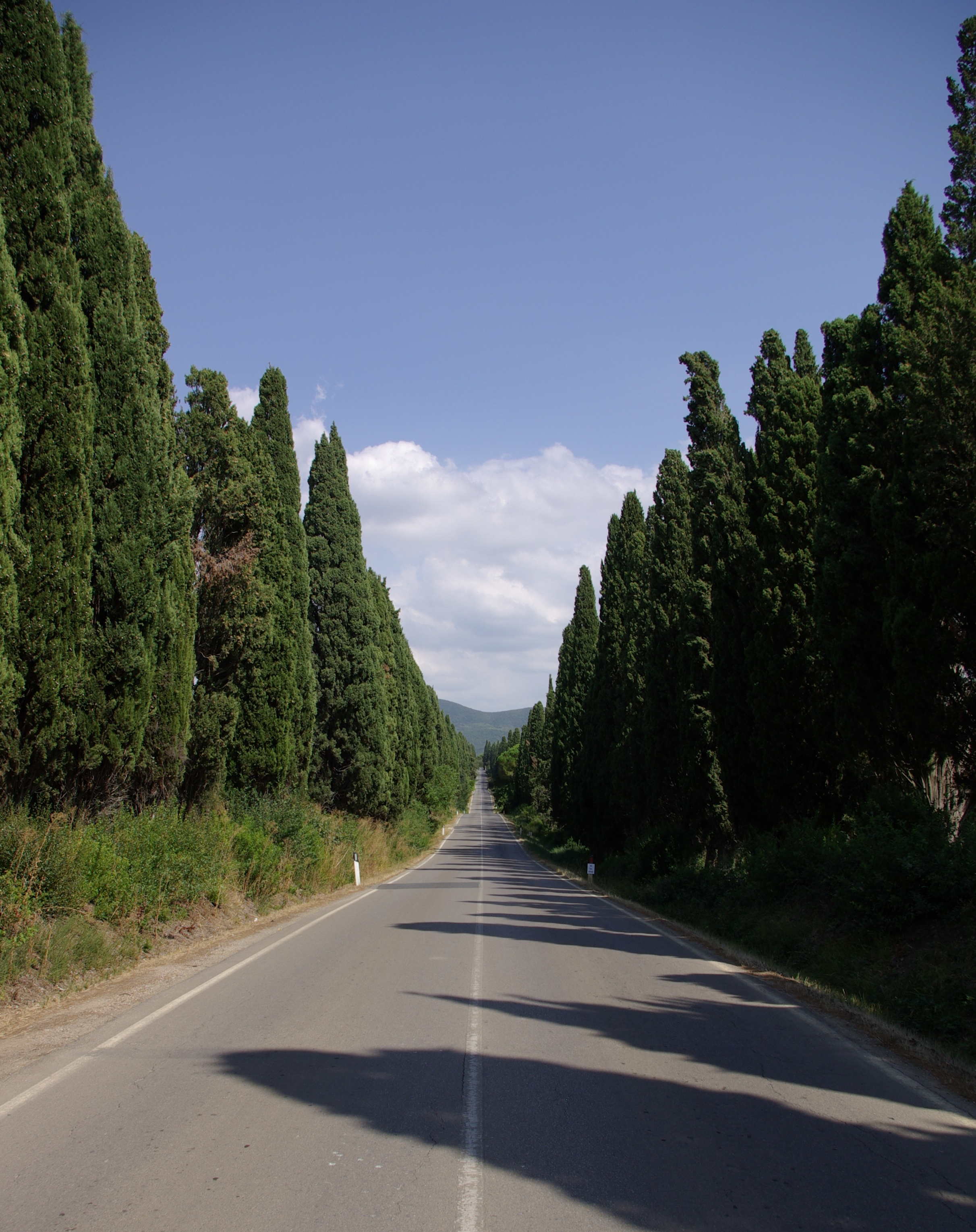
Il viale dei Cipressi di Bolgheri

Un viale è un'ampia via urbana o di campagna caratterizzata dalla presenza di alberi lungo il suo percorso, siano essi ai suoi lati o in aiuole che ne dividono la carreggiata.

## Descrizione
Per quanto spesso sia di grandi dimensioni, un viale può anche avere una grandezza ridotta. Non sempre, inoltre, una strada avente il nome di viale ne presenta le caratteristiche: in questi casi il termine diviene quindi un odonimo in senso generale. Viceversa, una strada che non porta il nome di viale può di fatti condividerne i tratti.
Le carreggiate laterali, dette controviali, vengono solitamente destinate al traffico locale mentre quelle centrali sono di solito ad alto scorrimento.

## Esempi
Possono essere considerati viali corso Vittorio Emanuele II a Torino e via Vittorio Veneto a Roma, nonché l'Avenida 9 de Julio a Buenos Aires.

## Galleria d'immagini

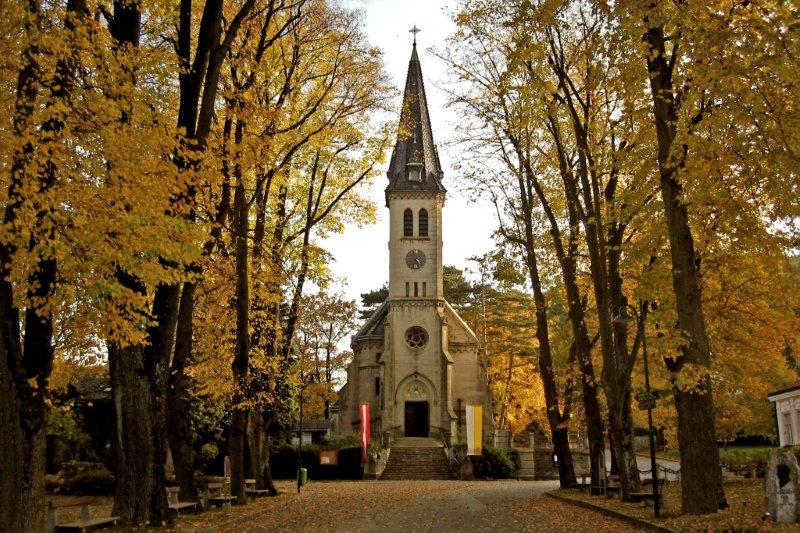
Un viale a Weissenbach an der Triesting, Austria
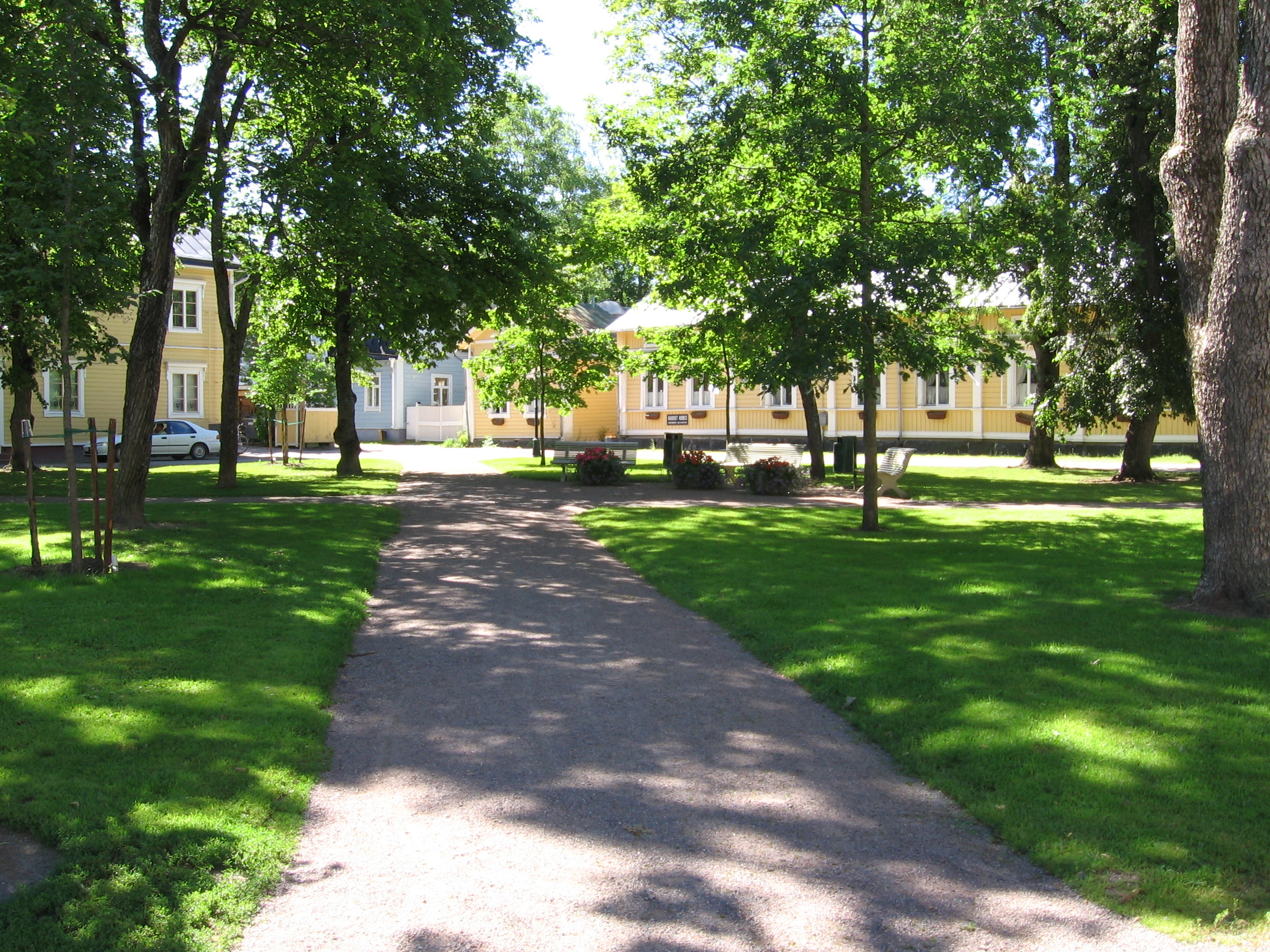
Un viale del parco nella città vecchia di Naantali, Finlandia
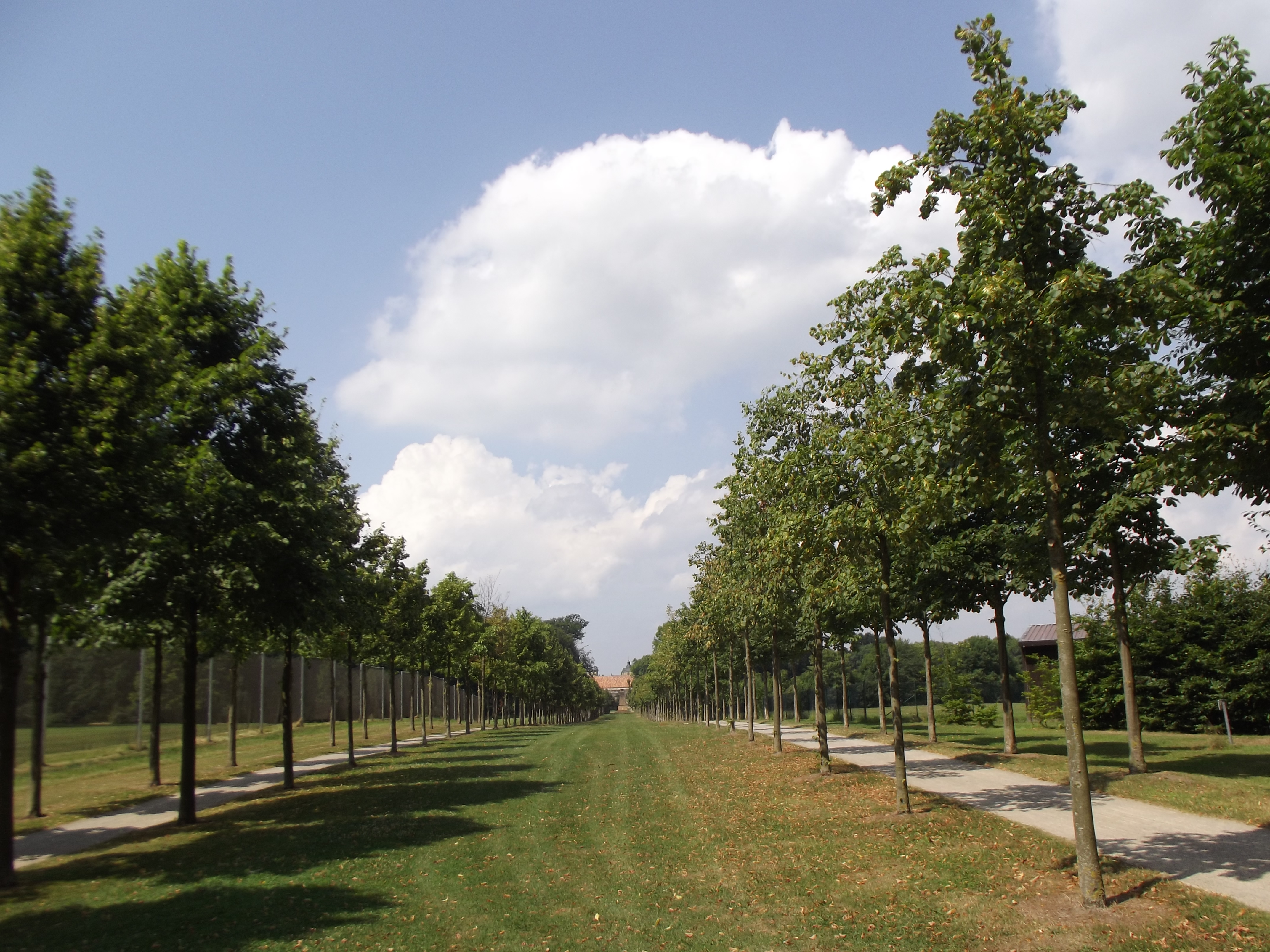
Vecchio viale Steinfurter Bagno che conduce al castello locale sullo sfondo, utilizzato come doppia pista ciclabile
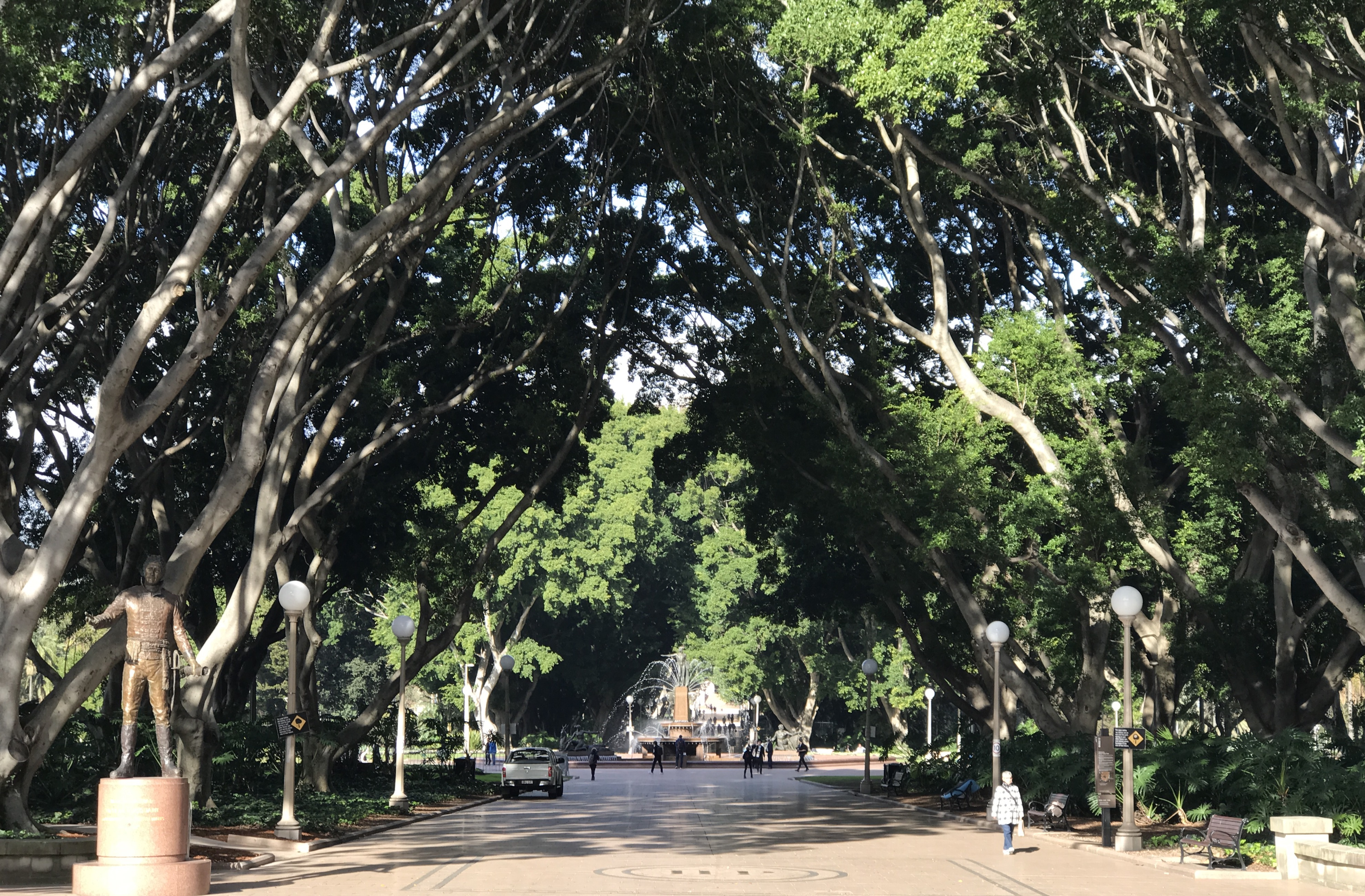
Viale del fico in Hyde Park, Sydney
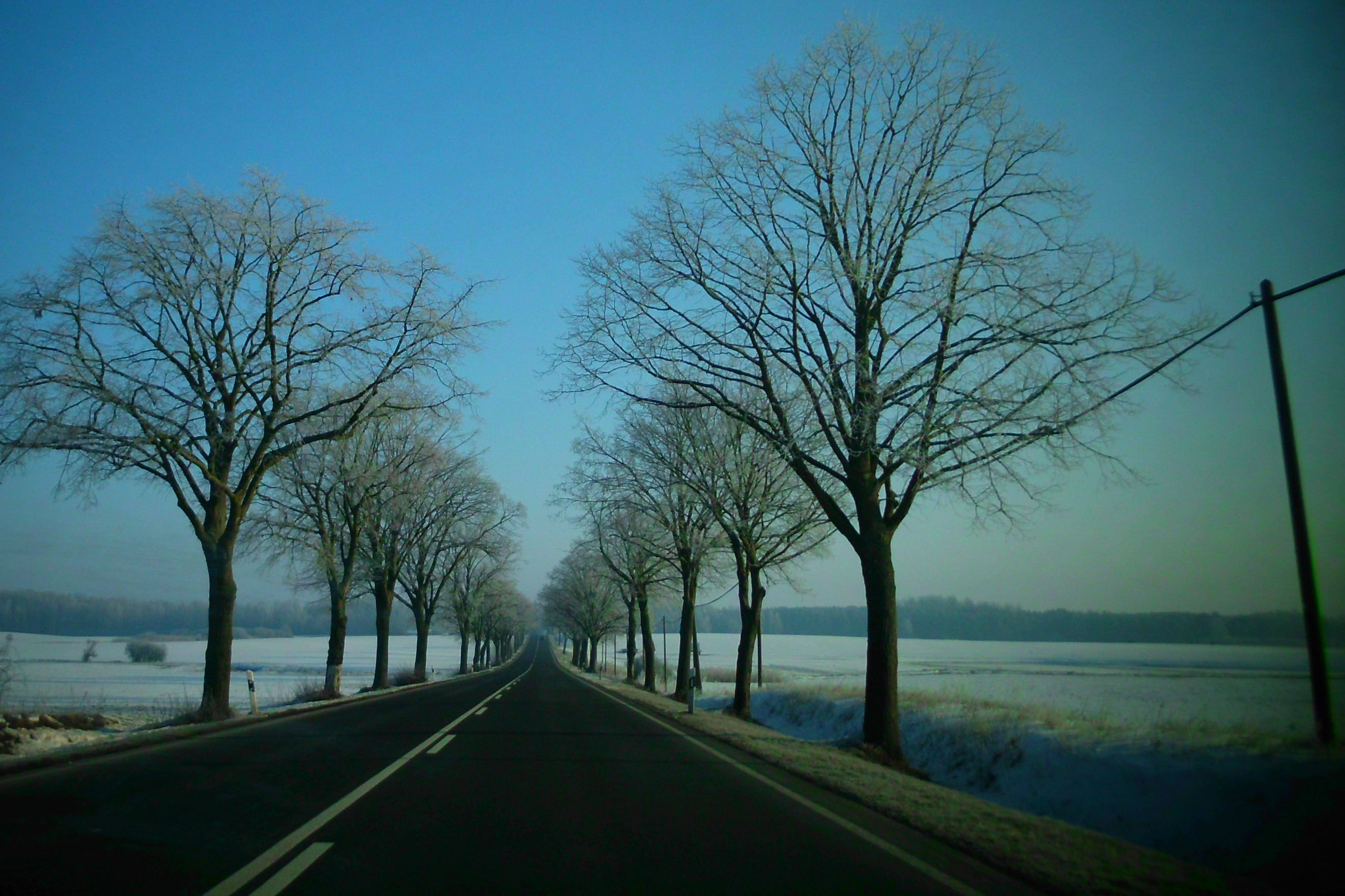
Strada campestre come viale in Germania
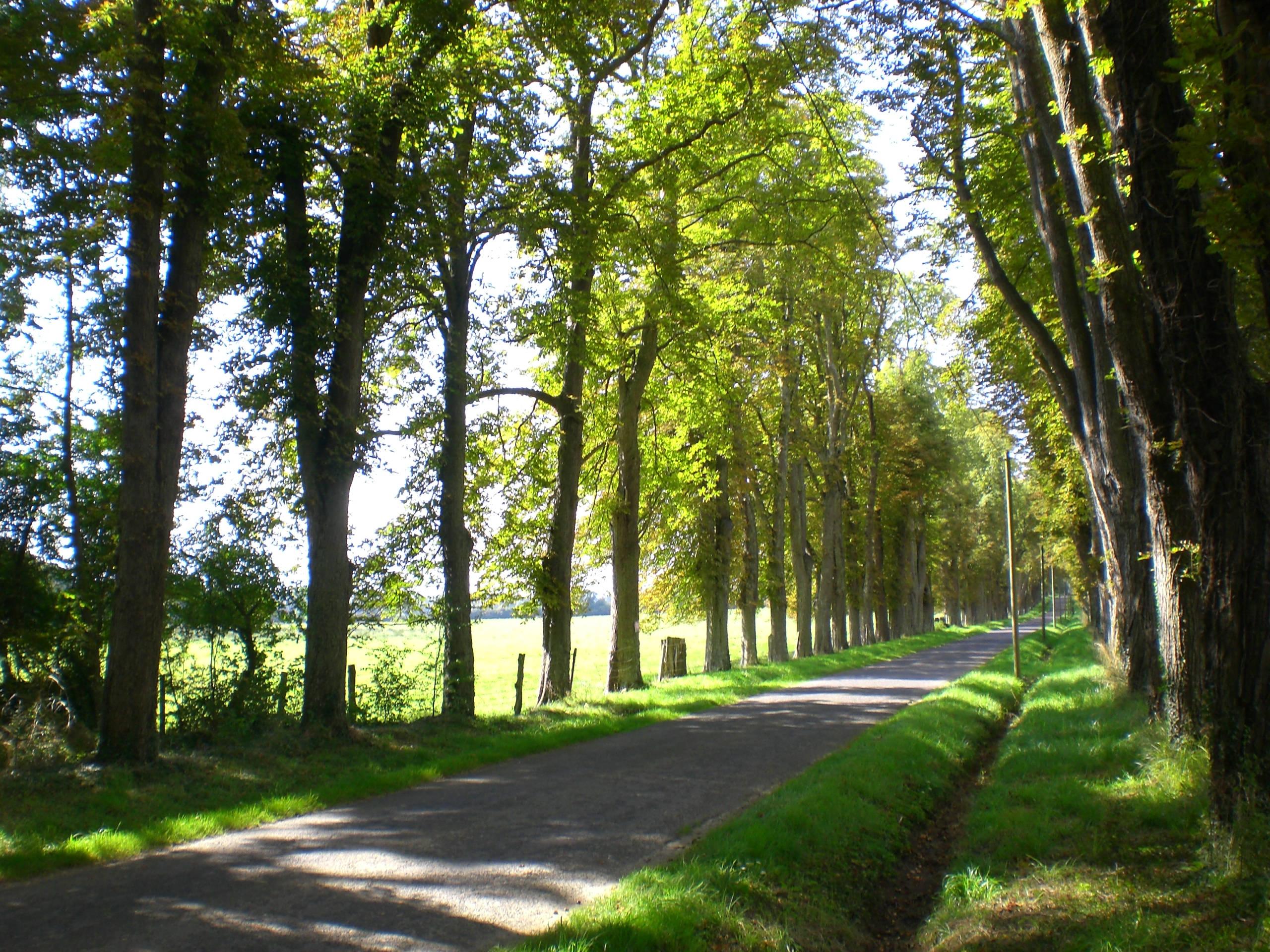
Viale alberato in Normandia, Francia
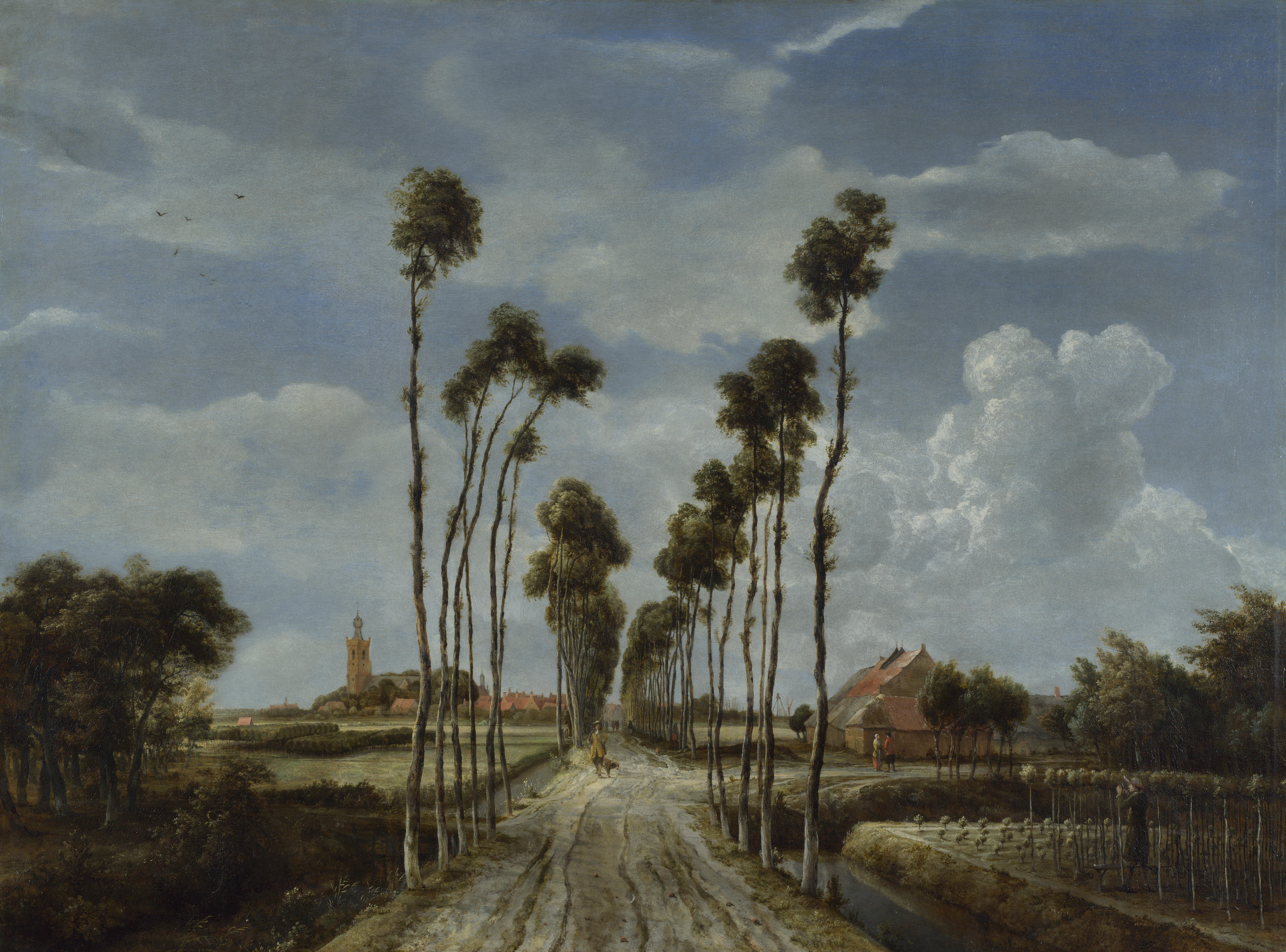
Il viale a Middelharnis di Hobbema, 1689
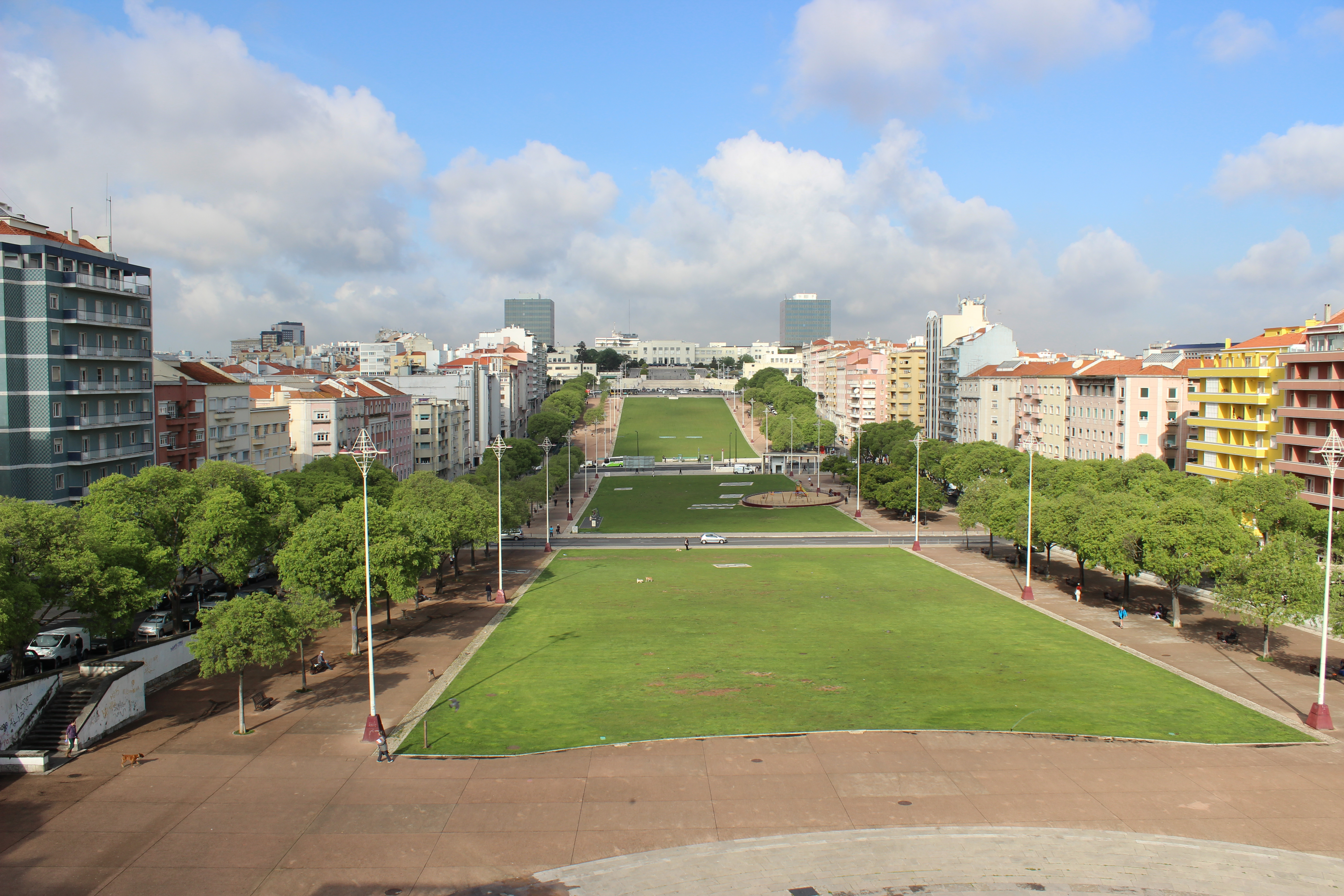
Alameda Dom Afonso Henriques a Lisbona, Portogallo